# Caminho crítico
O método do caminho crítico (CPM), ou análise do caminho crítico (CPA), é um algoritmo para agendar um conjunto de atividades do projeto. É comumente usado em conjunto com a técnica de avaliação e revisão de programas (PERT). Um caminho crítico é determinado pela identificação do maior período de atividades dependentes e pela medição do tempo necessário para completá-las do início ao fim. Se o prazo final for excedido, é porque no mínimo uma das atividades do caminho crítico não foi concluída na data programada. É importante entender a sequência do caminho crítico para saber onde há e onde não há flexibilidade. Por exemplo, pode-se ter uma série de atividades que foram concluídas com atraso, no entanto, o projeto como um todo ainda será concluído dentro do prazo, porque estas atividades não se encontravam no caminho crítico. Por outro lado, se o projeto está atrasado, e forem alocados recursos adicionais em atividades que não estão no caminho crítico, isso não fará com que o projeto termine mais cedo.
O caminho crítico  é um dos vários métodos de análise de planeamento de projetos. O CPM está diretamente ligado no planejamento do tempo, com o objetivo de minimizar o tempo da duração total do projeto. As atividades ou tarefas críticas definem assim o caminho crítico, revelando assim a sequência de tarefas que condicionam a duração total do projeto. Com isto, fornece também informação útil para que com isso se possa elaborar um projeto atendendo aos recursos necessários em função das restrições aliadas às tarefas críticas, conseguindo então uma equilibrada gestão de recursos por todo o projeto (Tavares et al., 1996, p. 109).

## Histórico
O método do caminho crítico (CPM) é uma técnica de modelagem de projeto desenvolvida no final dos anos 1950 por Morgan R. Walker da DuPont e James E. Kelley Jr. da Remington Rand. Kelley e Walker relataram suas memórias do desenvolvimento do CPM em 1989. Kelley atribuiu o termo "caminho crítico" aos desenvolvedores da Técnica de Avaliação e Revisão de Programas, que foi desenvolvida na mesma época por Booz Allen Hamilton e pela Marinha dos EUA. Os precursores do que veio a ser conhecido como Caminho Crítico foram desenvolvidos e postos em prática pela DuPont entre 1940 e 1943 e contribuíram para o sucesso do Projeto Manhattan. 
A Análise de caminho crítico é comumente usada com todas as formas de projetos, incluindo construção, aeroespacial e de defesa, desenvolvimento de software, projetos de pesquisa, desenvolvimento de produtos, engenharia e manutenção de instalações, entre outros. Qualquer projeto com atividades interdependentes pode aplicar esse método de análise matemática. A primeira vez que o CPM foi usado para o desenvolvimento de grandes arranha-céus foi em 1966, ao construir as antigas Torres Gêmeas do World Trade Center, em Nova York. Embora o programa e a abordagem originais do CPM não sejam mais usados, o termo geralmente é aplicado a qualquer abordagem usada para analisar um diagrama lógico da rede do projeto.

## Técnica básica

### Componentes
A técnica essencial para o uso do CPM é construir um modelo do projeto que inclua o seguinte:
- Uma lista de todas as atividades necessárias para concluir o projeto (normalmente categorizadas em uma estrutura de detalhamento do trabalho),
- O tempo (duração) que cada atividade levará para concluir,
- As dependências entre as atividades e,
- Pontos finais lógicos, como marcos ou itens a serem entregues.

Usando esses valores, o CPM calcula o caminho mais longo das atividades planejadas para os pontos finais lógicos ou para o final do projeto, e o mais cedo e o mais recente que cada atividade pode iniciar e terminar sem prolongar o projeto. Esse processo determina quais atividades são "críticas" (ou seja, no caminho mais longo) e quais têm "flutuação total" (ou seja, podem ser atrasadas sem tornar o projeto mais longo). No gerenciamento de projetos, um caminho crítico é a sequência de atividades de rede do projeto que somam a maior duração geral, independentemente de essa duração maior ter flutuado ou não. Isso determina o menor tempo possível para concluir o projeto. Pode haver 'flutuação total' (tempo não utilizado) dentro do caminho crítico. Por exemplo, se um projeto estiver testando um painel solar e a tarefa 'B' exigir 'nascer do sol', poderá haver uma restrição de agendamento na atividade de teste, para que não inicie até a hora agendada para o nascer do sol. Isso pode inserir tempo morto (flutuação total) na programação das atividades nesse caminho antes do nascer do sol, devido à necessidade de aguardar esse evento. Esse caminho, com a flutuação total gerada por restrição, na verdade, tornaria o caminho mais longo, com a flutuação total fazendo parte da menor duração possível para o projeto geral. Em outras palavras, tarefas individuais no caminho crítico anterior à restrição podem ser atrasadas sem alongar o caminho crítico; esse é o 'total float' dessa tarefa. No entanto, o tempo adicionado à duração do projeto pela restrição é, na verdade, um arrasto crítico do caminho, a quantidade pela qual a duração do projeto é estendida por cada atividade e restrição do caminho crítico.
Um projeto pode ter vários caminhos paralelos, quase críticos; e algumas ou todas as tarefas podem ter 'free float' e / ou 'total float'. Um caminho paralelo adicional através da rede com durações totais menores que o caminho crítico é chamado de caminho subcrítico ou não crítico. Atividades em caminhos subcríticos não têm atrito, pois não estão estendendo a duração do projeto.
As ferramentas de análise de CPM permitem que um usuário selecione um ponto final lógico em um projeto e identifique rapidamente sua série mais longa de atividades dependentes (seu caminho mais longo). Essas ferramentas podem exibir o caminho crítico (e atividades do caminho quase crítico, se desejado) como uma cascata que flui do início do projeto (ou data atual do status) até o ponto final lógico selecionado.

### Duração do acidente
Duração do acidente é um termo que se refere ao menor tempo possível para o qual uma atividade pode ser agendada. Isso pode ser conseguido deslocando mais recursos para a conclusão dessa atividade, resultando em menor tempo gasto e geralmente em uma qualidade de trabalho reduzida, pois o prêmio é definido em alta velocidade. A duração do acidente é tipicamente modelada como uma relação linear entre custo e duração da atividade; no entanto, em muitos casos, uma função convexa ou uma função de etapa é mais aplicável.

### Expansão
Originalmente, o método do caminho crítico considerava apenas dependências lógicas entre os elementos terminais. Desde então, ele foi expandido para permitir a inclusão de recursos relacionados a cada atividade, por meio de processos chamados atribuições de recursos baseados em atividades e nivelamento de recursos. Um agendamento no nível do recurso pode incluir atrasos devido a gargalos do recurso (isto é, indisponibilidade de um recurso no tempo necessário) e pode fazer com que um caminho anteriormente mais curto se torne o caminho mais longo ou mais "crítico ao recurso". Um conceito relacionado é chamado de cadeia crítica, que tenta proteger as atividades e as durações do projeto de atrasos imprevistos devido a restrições de recursos.
Como os cronogramas do projeto são alterados regularmente, o CPM permite o monitoramento contínuo do cronograma, o que permite ao gerente do projeto rastrear as atividades críticas e alerta o gerente sobre a possibilidade de que atividades não críticas possam ser atrasadas além de seu valor total, criando um novo caminho crítico e atrasando a conclusão do projeto. Além disso, o método pode incorporar facilmente os conceitos de previsões estocásticas, usando a técnica de avaliação e revisão de programas (PERT) e a metodologia da cadeia de eventos.
Atualmente, existem várias soluções de software disponíveis no setor que usam o método de programação do CPM; veja a lista do software de gerenciamento de projetos. O método atualmente usado pela maioria dos softwares de gerenciamento de projetos é baseado em uma abordagem de cálculo manual desenvolvida por Fondahl, da Universidade de Stanford.

### Flexibilidade
Um cronograma gerado usando as técnicas de caminho crítico geralmente não é realizado com precisão, pois as estimativas são usadas para calcular os tempos: se um erro for cometido, os resultados da análise poderão mudar. Isso pode causar um transtorno na implementação de um projeto se as estimativas forem cegamente acreditadas e se as alterações não forem tratadas prontamente. No entanto, a estrutura da análise de caminho crítico é tal que a variação do cronograma original causada por qualquer alteração pode ser medida e seu impacto é melhorado ou ajustado. De fato, um elemento importante da análise post-mortem do projeto é o caminho crítico construído (ABCP), que analisa as causas e os impactos específicos das mudanças entre o cronograma planejado e o eventual cronograma implementado.